# Gambino-familien
Gambino-familien (The Gambino crime family) er en italiensk-amerikansk mafia-"familie" og en af De fem familier, der dominerer organiseret kriminalitet i New York City og New Jersey som en del af den amerikanske mafia. Organisationen har sit navn efter gangsteren Carlo Gambino, der var leder ("boss") for familien under senatshøringer i 1963 ("Valachi-høringerne"), hvor strukturen af den amerikanske mafia for første gang fik offentlig bevågenhed. Organisationens aktiviteter strækker sig fra New York til Californien og omfatter kriminelle aktiviteter i form af bl.a. ulovligt spil, åger, afpresning, hvidvaskning, prostitution og afpresning ved hjælp af fagforeninger ("racketeering").
Familien var en af de fem familier, der blev dannet i New York City efter afslutningen af Castellammarese-krigen i 1931. I de første 25 år herefter var familien en af de mindre familier. Familiens mest berømte leder i denne periode var dens underboss Albert "The Mad Hatter" Anastasia, der blev berygtet som leder af mafiaens "udøvende gren" Murder, Inc. Anastasia forblev ved magten også efter Murder, Inc.'s aktiviteter ophørte i slutningen af 1940'erne. Anastasia overtog ledelsen af familien i 1951 efter at den daværende boss og grundlægger af familien, Vincent Mangano, forsvandt sporløst. Det er generelt antaget, at Anastasia stod bag Manganos forsvinden. Familien tog herefter navnet Anastasia crime family.
Familien blev fra 1957 og senere en af de mest magtfulde af de fem familier, da Anastasia blev likvideret i en barberstol i Park Central Hotel på Manhattan. Det antages, at Anastasias underboss Carlo Gambino havde medvirket ved tilrettelæggelsen af likvideringen for at overtage ledelsen af familien. Gambino samarbejdede med den jødiske gangster Meyer Lansky om at overtage kontrollen med kasinoer og spil i Cuba. Familiens indflydelse voksede frem til 1975, hvor Gambino ved sin død overgav kontrollen med familien til sin svoger Paul Castellano. Familiens "capo" John Gotti tilrettelagde likvideringen af Castellano i 1985. Gotti blev fældet i 1992, da hans underboss Salvatore "Sammy the Bull" Gravano samarbejdede med FBI om at afsløre familiens aktiviteter. Gravanos vidneudsagn og øvrige oplysninger medførte, at Gotti og flere ledende medlemmer af familien blev idømt lange fængselsstraffe. I 2015 var familien ledet af Frank Cali indtil dennes likvidering i sit hjem i 2019.